# Fachanwalt (Deutschland)
Fachanwalt ist eine erlaubnispflichtige Bezeichnung, die ein Rechtsanwalt in Deutschland führen darf, wenn er besondere Kenntnisse und Erfahrungen in einem Rechtsgebiet erworben hat (§ 43c BRAO). Die zugelassenen Fachanwaltsbezeichnungen sowie die Voraussetzungen und das Verfahren für ihre Verleihung sind in der Fachanwaltsordnung (FAO) geregelt.
Seit dem 1. Juli 2019 gibt es 24 verschiedene Fachanwaltschaften. Zum Stichtag 1. Januar 2022 waren nach Angaben der Bundesrechtsanwaltskammer von den insgesamt 165.587 zugelassenen Rechtsanwälten in Deutschland 45.960 Fachanwälte (27,8 Prozent), die 58.229 Fachanwaltstitel führten. Bis zu drei Fachanwaltstitel pro Rechtsanwalt sind möglich (§ 43c Abs. 1 S. 3 BRAO).
Bundesweit rechnen rund 80 % der Fachanwälte ihre Tätigkeit über Zeithonorare ab, während über die Hälfte der nicht spezialisierten Berufsträger das nicht tut. Je spezialisierter ein Rechtsanwalt ist, desto höhere Stundensätze werden abgerechnet. Fachanwälte berechnen im Vergleich zu nicht spezialisierten Kollegen bzw. zu spezialisierten Kollegen ohne Fachanwaltstitel die jeweils höchsten Stundensätze.

## Fachanwaltsbezeichnung
Die Berechtigung zum Führen der Fachanwaltsbezeichnung wird von der zuständigen Rechtsanwaltskammer nach Maßgabe der Fachanwaltsordnung (FAO) verliehen. Hierzu haben die jeweiligen Rechtsanwaltskammern sogenannte Fachausschüsse gebildet, die mit Rechtsanwälten besetzt sind. Diese prüfen die Anträge auf Erlaubnis zum Führen einer Fachanwaltsbezeichnung und geben ein Votum gegenüber dem Vorstand der jeweiligen Rechtsanwaltskammer zur Entscheidung über den Antrag ab. Es gibt Fachausschüsse, die von mehreren Rechtsanwaltskammern gebildet werden.
Ein Rechtsanwalt darf bis zu drei Fachanwaltsbezeichnungen führen. Zu deren Erwerb muss er innerhalb der letzten sechs Jahre vor Antragstellung mindestens drei Jahre als Rechtsanwalt zugelassen sein und nachweisen, auf dem betreffenden Rechtsgebiet über besondere theoretische Kenntnisse und praktische Erfahrungen zu verfügen. Als Nachweis der besonderen theoretischen Kenntnisse werden in der Regel die Teilnahme an einem 120 Stunden umfassenden Kurs, und drei bestandene Leistungskontrollen (mit in der Regel fünfstündigen Klausuren) gefordert. Von einem zusätzlich notwendigen „Fachgespräch“ (mündliche Prüfung) kann abgesehen werden, wenn dies nach dem Gesamteindruck des Fachanwaltsausschusses nicht notwendig erscheint. Durch die Rechtsprechung des BGH  hat das Fachgespräch in der Praxis nur noch eine äußerst geringe Bedeutung.
Zum Nachweis der praktischen Erfahrungen ist eine bestimmte Anzahl von bearbeiteten Fällen aus dem jeweiligen Fachgebiet nötig. Die Spanne reicht von 50 Fällen im Steuerrecht oder Informationstechnologierecht bis hin zu 160 Fällen im Verkehrsrecht. Von diesen Fällen muss ein bestimmter Anteil das gerichtliche Verfahren erreicht haben. Die Spanne der erforderlichen gerichtlichen Fälle reicht von 10 im Versicherungsrecht bis zu 60 im Familien- und im Verkehrsrecht. Lehnt die zuständige Rechtsanwaltskammer nach einem entsprechenden Votum des zuständigen Fachausschusses der Kammer den Antrag ab, kann der Fachanwaltsaspirant dagegen vor dem zuständigen Anwaltsgerichtshof klagen. In zweiter Instanz kann der Bundesgerichtshof die Entscheidung des Anwaltsgerichtshofs überprüfen.

## Geschichte der Fachanwaltschaften
Die erste Fachanwaltschaft ist im Jahr 1937 für das Steuerrecht eingeführt worden. Nachdem im Jahre 1941 die seit 1937 zugelassene Bezeichnung „Fachanwalt für Steuerrecht“ durch die Bezeichnung „Rechtsanwalt - Steuerberater“ ersetzt wurde und bereits 1947/48 von der Vereinigung der Vorstände der Rechtsanwaltskammern der Britischen Zone die Bezeichnung „Fachanwalt für Steuerrecht“ wieder eingeführt wurde, entstand ein Interesse der Anwaltschaft, eine besondere fachliche Spezialisierung auf dem Gebiet des Steuerrechts nach außen kundgeben zu dürfen, um nicht gegenüber dem Beruf des Steuerberaters benachteiligt zu werden (BVerfG, Beschluss vom 13.05.1981 - 1 BvR 610/77, 451/80).
1986 folgten in der Bundesrepublik die Fachanwaltschaften für Arbeits-, Sozial- und Verwaltungsrecht durch den Bundesgesetzgeber. Die Einführungen dieser vier Fachanwaltschaften wurden damit begründet, dass es mit der Finanz-, Arbeits-, Sozial- und Verwaltungsgerichtsbarkeit und dem jeweiligen speziellen Verfahrensrecht ein Bedürfnis für entsprechend spezialisierte Fachanwälte gebe, um ein Gegengewicht zu den in den besonderen Gerichtsbarkeiten spezialisierten Richtern zu schaffen. Die Diskussionen über darüber hinaus erforderliche Spezialisierungen hatten die Einführung weiterer Fachanwaltschaften zur Folge. Seit dem Jahr 1994 kann die Satzungsversammlung der Bundesrechtsanwaltskammer aufgrund des neu geschaffenen § 43c BRAO auch durch Satzung neue Fachanwaltschaften schaffen. 1997 hat die Satzungsversammlung die Fachanwaltschaften für Familien- und für Strafrecht, 1999 für Insolvenzrecht und seit 2003 eine Reihe weiterer Fachanwaltschaften eingeführt.
Im Jahr 1996 betrug die Zahl der verliehenen Fachanwaltstitel 5580. Sie vervierfachte sich bis zum Jahr 2006 auf 22'841 und verdoppelte sich danach bis zum Jahr 2013 auf mehr als 46'000. Das Wachstum verlangsamte sich seitdem. Zum Stichtag 1. Januar 2023 waren 58'339 Fachanwaltstitel verliehen. Die Zahl der Rechtsanwälte mit einem Fachanwaltstitel ging 2022 zurück, während die Zahl der Rechtsanwälte mit zwei oder drei Titeln noch geringfügig wuchs. Runtergebrochen auf die verschiedenen Fachanwaltschaften ist festzustellen, dass die Zahl für Familien- und für Sozialrecht bereits seit 2018 sinkt, in den Jahren 2021 und 2022 begann auch ein Rückgang bei Fachanwälten für Steuerrecht, Verwaltungsrecht, Miet- und Wohnungseigentumsrecht und Bank- und Kapitalmarktrecht. Als Ursachen werden vor allem die stark rückläufigen Zahlen der gerichtlichen Verfahren vermutet, die den Nachweis der erforderlichen gerichtlichen Verfahren erschweren.

## Aufgaben und Fortbildung
Der Beruf des Rechtsanwalts ist ein vom Staat unabhängiger sogenannter „freier Beruf“. Das BVerfG hob demgemäß bereits in seinem Beschluss vom 19.12.1962 die “fundamentale objektive Bedeutung der seit fast einem Jahrhundert gesetzten „freien“ Advokatur” hervor (BVerfG vom 19.12.1962, Az: 1 BvR 163/56, Rz. 28 a.E.). Das bedeutet, dass jeder Berufsträger selbst individuell bestimmt, wie er sich fortbildet, so dass es für den Rechtsanwalt an sich keine verallgemeinerungsfähige Vorgehensweise bezüglich der Fortbildung geben kann.
Die Führung eines Spezialisierungshinweises „Fachanwalt“ betrifft aber nicht den „Status“ des Rechtsanwalts als solcher. Bei der Fachanwaltsbezeichnung handelt es sich nämlich nicht um eine Berufsbezeichnung mit Ausschließlichkeitsanspruch. Ein „Fachanwalt“ ist also nicht auf die Rechtsberatung und -vertretung auf dem jeweiligen Gebiet beschränkt, sondern er kann weiterhin auf allen Rechtsgebieten tätig werden. Die Fachanwaltsbezeichnung dient in erster Linie der Werbung mit einer Spezialisierung. Dem Publikum ist der Werbezweck der Bezeichnung Fachanwalt hingegen nicht bekannt. Deshalb wird für diese Werbung eine Erlaubnis benötigt. Die Erlaubnis zur Werbung mit dem Spezialisierungshinweis „Fachanwalt“ ist in der Fachanwaltsordnung geregelt. Die Voraussetzungen müssen danach gegenüber der zuständigen Rechtsanwaltskammer nachgewiesen werden. 
Zur Fortdauer der Erlaubnis muss sich der Fachanwalt ab dem Jahr des Beginns des Fachanwaltslehrgangs jährlich mindestens 15 Stunden (bis 1. Januar 2015 jährlich 10 Stunden) fortbilden. Dies kann er durch hörende oder dozierende Teilnahme an Aus- oder Fortbildungsveranstaltungen bzw. durch Veröffentlichungen in entsprechenden Fachzeitschriften nachweisen. 5 der 15 Stunden können im Selbststudium absolviert werden, sofern eine Lernerfolgskontrolle erfolgt (§15 FAO).
Die BRAK und die regionalen Kammern sind mit dem Deutschen Anwaltsinstitut einer der größten Anbieter von Fortbildungsveranstaltungen in der Bundesrepublik. Daraus ergibt sich ein offensichtlicher Interessenkonflikt, den die große Koalition aus CDU und SPD erkannt hat (BT-DrS 18/11468 S. 9). Dieser Interessenkonflikt wirkt sich unmittelbar nachteilig auf den Kern der „freien Advokatur“ aus. Es wird daher diskutiert, den Rechtsanwaltskammern eine Beteiligung an Fortbildungsanbietern generell zu untersagen, um sie aus der bestehenden Interessenkollision zu befreien, in der sie sich durch den Betrieb des Deutschen Anwaltsinstituts befinden.

## Rechtsgebiete
Mit Wirkung vom 1. Juli 2019 gibt es vierundzwanzig Fachanwaltsbezeichnungen für die folgenden Rechtsgebiete:
- Agrarrecht, § 14m FAO
- Arbeitsrecht, § 10 FAO
- Bank- und Kapitalmarktrecht, § 14l FAO
- Bau- und Architektenrecht, § 14e FAO
- Erbrecht, § 14f FAO
- Familienrecht, § 12 FAO
- Gewerblicher Rechtsschutz, § 14h FAO
- Handels- und Gesellschaftsrecht, § 14i FAO
- Informationstechnologierecht, § 14k FAO
- Insolvenzrecht, § 14 FAO
- internationales Wirtschaftsrecht, § 14n FAO
- Medizinrecht, § 14b FAO
- Miet- und  Wohnungseigentumsrecht, § 14c FAO
- Migrationsrecht, § 14p FAO
- Sozialrecht, § 11 FAO
- Sportrecht, § 14q FAO
- Steuerrecht, § 9 FAO
- Strafrecht, § 13 FAO
- Transport- und Speditionsrecht, § 14g FAO
- Urheber- und Medienrecht, § 14j FAO
- Vergaberecht, § 14o FAO
- Verkehrsrecht, § 14d FAO
- Versicherungsrecht, § 14a FAO
- Verwaltungsrecht, § 8 FAO.

Im Rahmen der Satzungsversammlung der Bundesrechtsanwaltskammer am 11. Juni 2007 wurde beschlossen, den Bundestag zu einer Verschärfung des § 43c BRAO aufzufordern. Zur Diskussion steht, den Rechtsanwaltskammern ein Recht zur inhaltlichen Prüfung einzuräumen. Das Bundesjustizministerium hat sich zu diesen Plänen allerdings zurückhaltend geäußert.
Die 4. Satzungsversammlung der Anwaltschaft hat am 25. Juni 2010 beschlossen, das Bundesjustizministerium zur Einleitung eines Gesetzgebungsverfahrens aufzufordern, nämlich in der Bundesrechtsanwaltsordnung (BRAO) eine Ermächtigungsgrundlage für die Anwaltschaft zu schaffen, die Fachanwaltsordnung zu ändern. Es wird mit der Änderung der Fachanwaltsordnung die bundesweite Vereinheitlichung des Nachweises der besonderen theoretischen Kenntnisse durch ein Klausurensystem gefordert, bei dem die Klausuren bundeseinheitlich durch Aufgabenkommissionen erstellt und bewertet werden.
Die 5. Satzungsversammlung der Bundesrechtsanwaltskammer hat am 16. März 2015 mit dem Fachanwalt für Vergaberecht die Einführung einer 22. Fachanwaltschaft beschlossen. Die 6. Satzungsversammlung folgte im November 2015 mit der 23. Fachanwaltschaft, dem Fachanwalt für Migrationsrecht. Die Einführung eines Fachanwaltes für Opferrecht hat die Satzungsversammlung dagegen am 16. April 2018 abgelehnt. In der Diskussion war die Einführung eines Fachanwalts für Sportrecht, dessen Einführung am 26. November 2018 von der Satzungsversammlung beschlossen wurde.